# Saabmål
Saabmål eller ibland SAAB-mål (namngivna efter tillverkaren Saab AB) är självmarkerande mål, drivna på batteri och av tryckluft, som används vid skjutövningar.
SAAB-målen består av basenhet(er), måltavla samt sändarenhet. Basenheten som håller måltavlan mäter ~ ½m x 1m och är en plåtlåda innehållande elektroniken inne i en stålrörsram, som även har fästen för batteri och tryckluftsflaska. På ovansidan sitter det fällbara fästet för måltavlan, på vilken en givare kopplas från styrlådan. Vid skjutning känner givaren av vibrationer från direktträffar (men även rikoschetter och "stensprut" från närträffar) och ger signal för indikering. Oftast så fälls målet, men det går även att använda en lampa som tänds eller knallskott. Basenheten har ett visst skydd av stålrören, men bör ändå placeras skyddad mot direktträffar. På fasta skjutbanor har man oftast förberedda betongvärn som man placerar målen i just för att undvika sönderskjutning.
Själva måltavlan är gjord av korrugerad plåt som är kontursågad till kvarts-, halv- eller helfigur, alternativt (pansar)fordon för skytte med PV-vapen. Målen måste bytas när kulhålen blir så stora/många att det går att skjuta igenom dem utan att indikering sker.
Sändarlådan styr målen via radio, vars kanal ställs in med ett vred märkt A-E. De olika kanalerna gör dels att fler händelser kan användas under samma skjutning, dels att flera (mindre) skjutningar inom samma område kan ske samtidigt utan att störa varandra. Vidare har den 3 rader om 8 knappar, där varje knapp utlöser en händelse; antingen att resa/fälla ett enskilt mål, resa/fälla en grupp av mål seriekopplade med varandra eller utlösa eldmarkeringsladdningar.